# Stubbstjärtad todityrann
Stubbstjärtad todityrann (Myiornis ecaudatus) är en mycket liten fågel i familjen tyranner, allra minst av tättingarna. Den förekommer i regnskog i Sydamerika. Fågeln minskar i antal, men beståndet anses vara livskraftigt. 

## Utseende och läte
Stubbstjärtad todityrann är en mycket liten stubbstjärtad fågel, den allra minsta tättingen och en av de allra minsta fåglarna på jorden. Den kompakta lilla kroppen ger den ett unikt utseende, på vissa sätt mer lik en humla än en fågel. Ryggen är grön, undersidan vitaktig och huvudet grått med vita "glasögon". Sången består av två mjuka men rätt insektslika drillade toner, "trrr-trrr".

## Utbredning och systematik
Stubbstjärtad todityrann delas in i två underarter med följande utbredning:
- Myiornis ecaudatus miserabilis – förekommer från östra Colombia till Guyana och norra Brasilien, Trinidad
- Myiornis ecaudatus ecaudatus – förekommer i Amazonområdet i Brasilien, östra Ecuador, Peru och norra Bolivia

### Familjetillhörighet
Arten placeras traditionellt i familjen tyranner. DNA-studier visar dock att Tyrannidae består av fem klader som skildes åt redan under oligocen, pekar på att de skildes åt redan under oligocen, varför vissa auktoriteter behandlar dem som egna familjer. Stubbstjärtad todityrann med släktingar placeras då i Pipromorphidae.

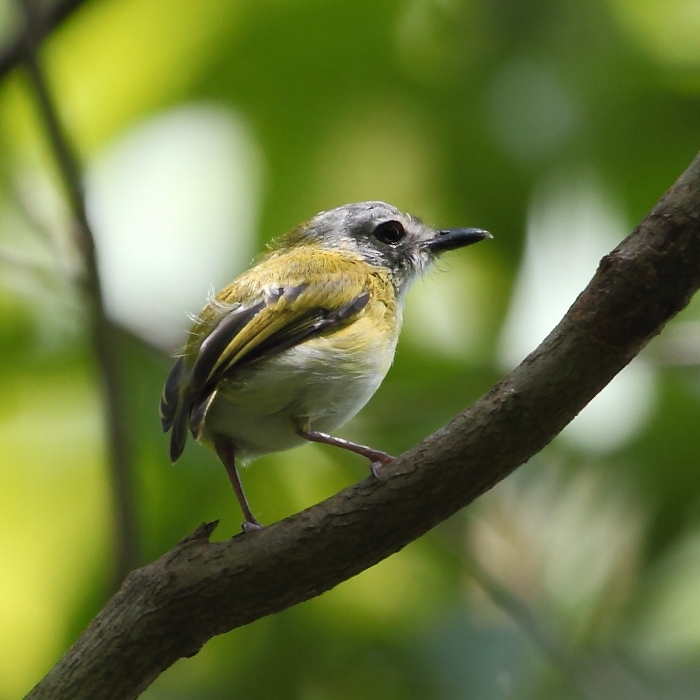

## Levnadssätt
Stubbstjärtad todityrann hittas i regnskog, i både högväxt och uppväxande, dock framför allt i områden med höga träd. Den ses ofta sittande i skogens mellersta skikt där den kan vara svår att få syn på.

## Status och hot
Arten har ett stort utbredningsområde, men tros minska i antal, dock inte tillräckligt kraftigt för att den ska betraktas som hotad. Internationella naturvårdsunionen IUCN listar arten som livskraftig (LC).